# 福島県道361号奥川新郷線
福島県道361号奥川新郷線（ふくしまけんどう361ごう おくがわしんごうせん）は、福島県耶麻郡西会津町にある一般県道である。

## 路線概要
- 起点：耶麻郡西会津町奥川大字飯里字折橋・同町奥川大字豊島字大田（起点部分で分岐しており、2箇所で国道459号に接続する。）
- 終点：耶麻郡西会津町新郷大字笹川字上ノ台北
- 総延長：5.794km[1]
  - 実延長：総延長に同じ
- 路線認定年月日：1973年3月23日[2]

### 道路施設
西岐橋
- 全長：13.7m
- 幅員：9.9m
- 竣工：1975年[3]

新郷大字笹川字石上にて一級水系阿賀野川水系西股川を渡る。

## 通過する自治体
- 耶麻郡西会津町

## 接続・交差する道路
- 国道459号（奥川大字飯里字折橋・奥川大字豊島字大田 起点）
- 福島県道338号上郷下野尻線（新郷大字笹川字上ノ台北 終点）

## 沿線
- 阿賀川水系西股川